# Megistonyx
Megistonyx — вимерлий рід наземних лінивців, ендемічних для Південної Америки під час пізнього плейстоцену (луянського періоду). Він відомий з одного скелета, зібраного в Андах Венесуели, і тісно пов’язаний з Ahytherium.